# Luxemburgi euróérmék
A luxemburgi euróérméket Yvette Gastauer-Claire tervezte a királyi udvartartás és a luxemburgi kormány jóváhagyásával.
Valamennyi luxemburgi érmén Henrik luxemburgi nagyherceg profilja látható, valamint a kibocsátás éve és az ország neve luxemburgiul („Lëtzebuerg”).